# Pegli

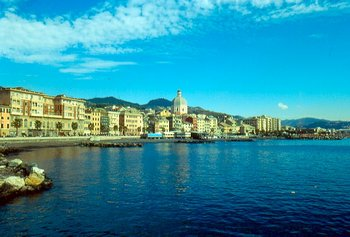
Pegli

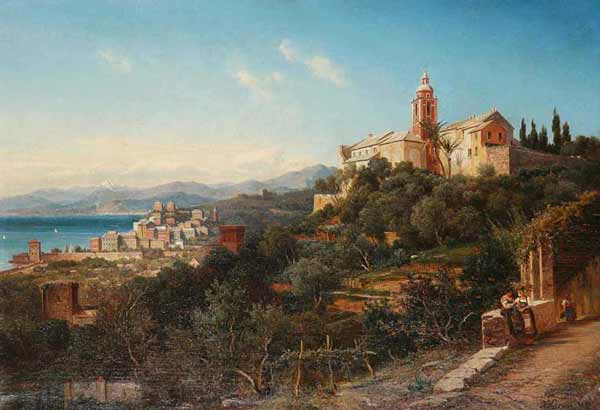
Monte Oliveto bei Pegli (Alois Kirnig, 1891)

Pegli ist ein Stadtteil in der westlichen Peripherie der italienischen Hafenstadt Genua. 
Zum Stadtteil Pegli zählen die Dorfschaften Pegli, Castelluccio und Multedo sowie die Siedlungen Granara und San Carlo di Cese, die sich im Val Varenna befinden. Sie besitzen zusammen etwa 28.000 Einwohner. Seit 2007 gehört Pegli, zum Munizip VII Ponente.

## Ortsbeschreibung
Pegli ist ein einst teils vornehmer Wohnort ca. 15 km westlich von Genua an der Küste der Liguria ponente. Östlich schließt sich der inzwischen zugehörige Teilort Multedo an, von dem es durch den Fluss Varenna getrennt ist, dessen Tal für seine Papiermühlen bekannt war. Im Hinterland steigen die Berge der Gruppe des Monte Penello schnell auf über 1000 Meter an.
Der antike Hafenort zieht sich über zwei Kilometer die Küste entlang, an der eine Front von Palazzi zum Meer weist. Dahinter führen kleine Gassen in den Borgo. Die Hänge sind mit zahlreichen Villen des 19. und 20. Jahrhunderts bebaut. Einst aufgrund seines besonders milden Klimas ein viel besuchter Ferienort an der Küste, hat die Stadt weniger unter der Industrialisierung der Küste gelitten als die angrenzenden Ortschaften und sich noch etwas vom Charme eines Touristenorts erhalten. Der Ort zeichnet sich durch zahlreiche bemalte Palazzi, große Parks und zwei Museen aus. 
In Pegli geboren sind der Papst Benedikt XV. und der Liedermacher Fabrizio De André  (1940–1999, Via De Nicolay 12).
Sehenswert sind zahlreiche adelige Villen aus dem 16. bis 19. Jahrhundert, das Archäologische Museum, das Schifffahrtsmuseum, das mehrere mittelalterliche Seekarten des Mittelmeers auf Pergament beherbergt und auch der Friedhof in der Nähe des archäologischen Museums. Typische Lebensmittel aus Pegli sind die farinata, die panissa, der castagnaccio und die farinata di zucca.

## Verkehr

### Straßennetz
Pegli wird von der Staatsstraße 1 Via Aurelia und von der Autobahn A10 (Genua-Ventimiglia) durchquert. Die Autobahnauffahrt Genova Pegli befindet sich jedoch nicht direkt im Viertel, sondern in dem kleinen Nachbarviertel Multedo.

### Schienennetz
Die staatliche Bahngesellschaft Ferrovie dello Stato unterhält auf der Bahnstrecke Ventimiglia–Genua in Pegli einen kleinen Bahnhof. Daneben existiert im oberen Abschnitt des Val Varenna, in dem Gemeindeviertel Granara, ein kleiner Bahnhof, der an der Bahnstrecke Acqui Terme-Ovada-Genua gelegen jedoch praktisch nicht mehr in Betrieb ist.

### Fährverbindung
Am 1. August 2007 wurde vom genuesischen AMT der Navebus Pegli—Caricamento eingeweiht. Dieser Bootsservice verbindet auf dem Wasserweg die Molo Archetti von Pegli direkt mit dem Porto Antico im Zentrum Genuas.

### Flughafen
Der kleine Flughafen von Genua, der direkt ins Meer gebaut ist, liegt vor der Küste.

### Öffentliche Verkehrsmittel
Das Einheitsticket für öffentliche Verkehrsmittel des Verkehrsverbunds Genua kann sowohl für den Bus, den S-Bahnhof oder die Fährverbindung nach Genua genutzt werden.

## Söhne der Stadt
- Cristoforo Bonavino, katholischer Priester und Philosoph
- Benedikt XV., Papst
- Armando Piaggio, Unternehmer
- Enrico Piaggio, Unternehmer
- Alberto Lupo, Schauspieler
- Fabrizio de André, Liedermacher
- Renzo Piano, Architekt

## Gemeindepartnerschaften
Das Stadtviertel Pegli unterhält zu folgenden Gemeinden eine Partnerschaft:
- Carloforte, Italien
- Calasetta, Italie